# Poa tonsa
Poa tonsa är en gräsart som beskrevs av Elizabeth Edgar. Poa tonsa ingår i släktet gröen, och familjen gräs. Inga underarter finns listade i Catalogue of Life.